# Naomi Dickson
Naomi Dickson é a CEO da Jewish Women's Aid, que dedicou a sua vida profissional a apoiar mulheres e meninas judias que sofreram violência doméstica e educar a comunidade judaica para ter as ferramentas para destacar, expor e prevenir o abuso.

## Biografia
Dickson começou a trabalhar com a Jewish Women's Aid em 2002. Em 2014 foi nomeada como directora executiva. Na sua posição anterior como coordenadora de comunicação e instrução, ela criou o programa de treino JWA para consciencializar a comunidade judaica e treinar profissionais para melhor identificar e apoiar mulheres e meninas vítimas de abuso que vieram para as suas organizações.
Dickson é administradora da Women's Aid Federation of England, fundadora da Faiths Against Domestic Abuse Coalition e membro do programa sénior de liderança religiosa da Universidade de Cambridge. Além disso, ela foi membro da Women in Jewish Leadership Commission de 2011 a 2012.

## Prémios
Ela fez parte da lista das 100 mulheres da BBC publicada no dia 23 de novembro de 2020.